# Onthophagus decorsei
Onthophagus decorsei là một loài bọ cánh cứng trong họ Bọ hung (Scarabaeidae).